# 大須站
大須站（日语：／ Yagami eki */?）是位於岐阜縣羽島市桑原町，名古屋鐵道（名鐵）的竹鼻線車站（現已廢除）。

## 歷史
- 1929年（昭和4年）4月1日 - 竹鼻鐵道車站啟用。
- 1965年（昭和40年）度 - 終止貨物業務[2]。
- 1985年（昭和60年）2月16日 - 成為無人車站[3]。
- 1998年（平成10年） 12月 - 木製車站大樓拆毀。
- 2001年（平成13年）10月1日 - 江吉良至大須之間廢止，此站也廢止。轉為使用巴士替代服務。

## 車站構造

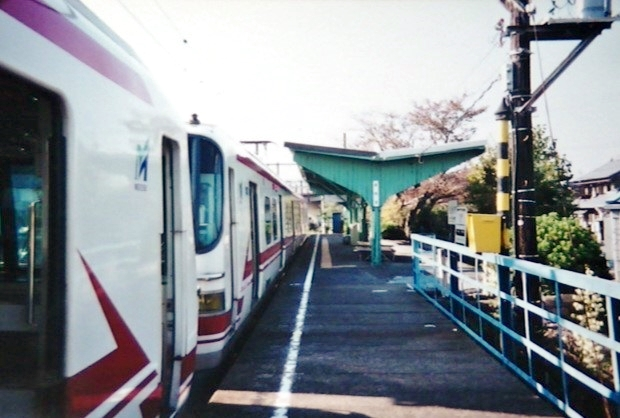
廢止前的月台（2001年）

車站是一座地面車站，設有1面1線的單式月台。由於月台只可容納2卡車廂，4卡編成的列車後方2卡不會開啟。
此站設有小型木造車站大樓。在成為無人車站後，售票處和事務室的窗被板封鎖。此站設有候車室。在拆毀前，候車室比較荒良。
車站旁邊設有廁所。在1998年9月，由於颱風使廁所遭到損毀。
車站和路軌在廢線後開始進行撤走作業，在1個月後（11月）完成作業。截至2021年，遺址仍然是一個空地。

### 配線圖
|                 | 大須站 站內配線略圖 | → 笠松方向 |
| 图例 参考文献： |                     |            |

## 利用狀況
- 在中提及在1992年度，當時1日平均上下車人次為946人，為除岐阜市內線均一車費區間內各站（岐阜市內線、田神線、美濃町線徹明町站至琴塚站之間）外名鐵所有車站（342站）中排名第228，竹鼻線、羽島線（16站）中排名第8[1]。

## 車站周邊

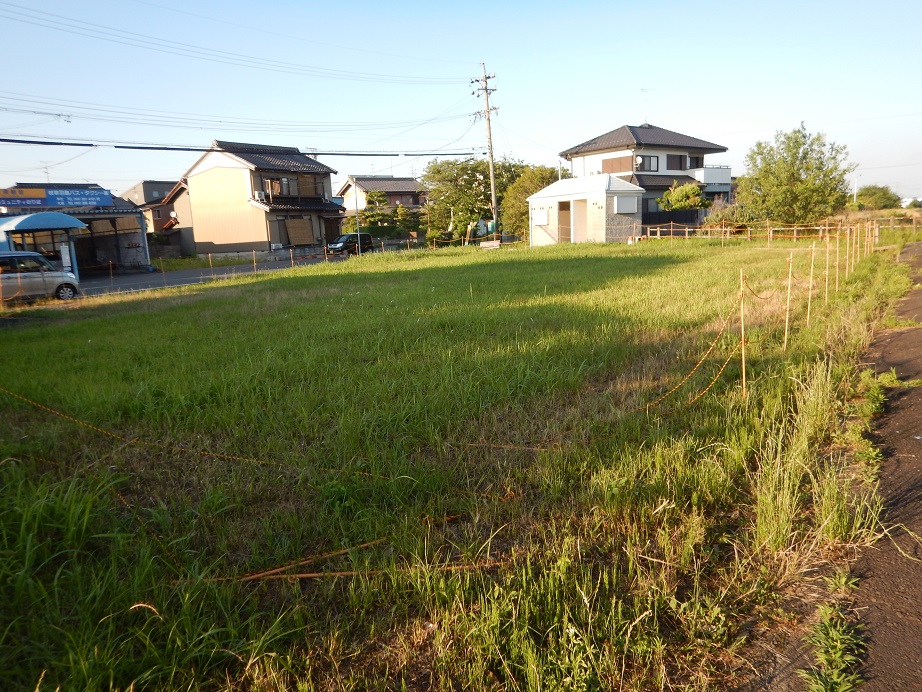
大須站蹟（2019年6月）
左手邊為替代巴士車廠。正面為公廁

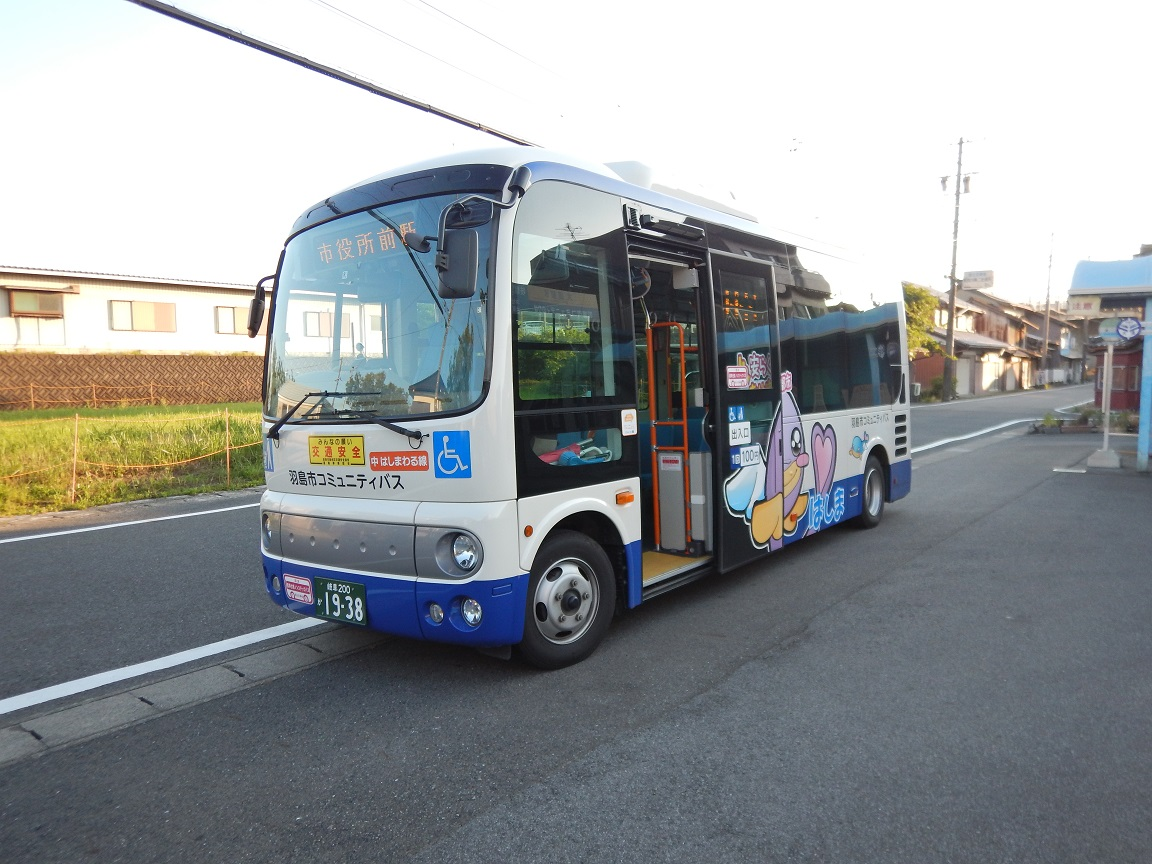
車站遺址前的替代巴士（2019年6月）

- Ministop桑原町店
- 南濃大橋（日语：南濃大橋）
- 真福寺（日语：真福寺 (羽島市)）
- 東光寺
- JA羽島
- 羽島市立桑原中學（日语：羽島市立桑原中学校）
- 羽島市立桑原小學（日语：羽島市立桑原小学校）
- 縣南酪農協組

## 巴士路線
曾經站前設有行走於此站、千代保稻荷神社和海津市歷史民俗資料館的岐阜巴士千代保稻荷線。
在2001年，竹鼻線江吉良站至此站廢止後，安排了羽島市替代巴士（竹鼻線替代巴士），直至2002年9月30日取消巴士路線。
在廢止後，廣域巴士與千代保稻荷線（此站 - 千代保稻荷 - 海津市歷史民俗資料館）行走於相同區間。在2009年4月1日路線重組後，變成海津市社區巴士。
截至2019年，站前設有羽島市社區巴士、海津市社區巴士路線。

## 相鄰車站
名古屋鐵道
竹鼻線（廢止區間）
八神－大須

## 註腳
1. 1 2  名古屋鐵道廣報宣傳部（編）. . 名古屋鐵道. 1994: 651–653 （日语）.
2. ↑  名古屋鉄道広報宣伝部（編）. . 名古屋鉄道. 1994: 340 （日语）.
3. ↑  名古屋鉄道広報宣伝部（編）. . 名古屋鉄道. 1994: 875 （日语）.
4. ↑  電氣車研究會，《鐵道畫刊》通卷第816號 2009年3月 臨時增刊号 「特集 - 名古屋鉄道」，卷末折込「名古屋鉄道 配線略図」

## 外部連結
- YouTube - 駅物語 名古屋鉄道 竹鼻線 大須駅（日語）